# 1783 aux échecs
| Années des échecs : 1780 - 1781 - 1782 - 1783 - 1784 - 1785 - 1786    |
| Décennies des échecs : 1750 - 1760 - 1770 - 1780 - 1790 - 1800 - 1810 |

Cet article présente les faits marquants de l'année 1783 aux échecs.

## Événements majeurs
- A Paris, le comte de Provence, futur Louis XVIII, crée un club d’échecs proche du Palais-Royal. L’adhésion est fixée à 100 francs.

## Divers
- K.G. von Windisch publie Lettres sur le joueur d'échecs de M. de Kempelen[1].